# Красный (Ульяновская область)
Красный — поселок в Новоспасском районе Ульяновской области в составе Красносельского сельского поселения.

## География
Находится на правом берегу реки Сызранка на расстоянии примерно 18 километров по прямой на восток от районного центра поселка Новоспасское.

## История
В 1990-е годы центр коопхоза им. Горького.

## Население
Население составляло 508 человек (русские 76%) в 2002 году, 444 по переписи 2010 года.